# Мурено
Мурено е село в Западна България. То се намира в община Земен, област Перник.

## География
Село Мурено се намира в планински район.

## Редовни събития
На 13 юни всяка година се провежда събор на селото.